# SECOM
SECOM ist ein Effektenabwicklungssystem, das vom Zentralverwahrer für die Schweiz, der SIX SIS AG, betrieben wird. Es dient der Verwahrung und Abwicklung von handelbaren Finanzinstrumenten (Aktien, Anleihen, ETFs und Derivate).
Im Jahr 2008 wickelte das SECOM beinahe 70 Millionen Transaktionen ab und verwahrte am Ende desselben Jahres über 160'000 verschiedene Finanzinstrumente im Gesamtwert von rund 2,4 Billionen Schweizer Franken.
Der Name SECOM steht für Settlement Communication System.